# 미래정치경제연합
미래정치경제연합(未來政治經濟聯合, The Future union for politics and economics)은 대한민국의 시민 단체이다. 2019년 11월 15일 '한국의 정치와 경제의 건전한 발전을 만드는 것'을 목표로 바른미래당 및  바른미래연구원 소속 6인인 강우람, 김홍태, 정명진, 봉한나, 이문형이 주도로 설립하였다.

## 개요
미래정치경제연합(약칭 미래연합)은 정치와 경제가 갖는 문제점들의 고민에서 시작했으며 시민의 정치적, 경제적 권리를 확대하고 시민들의 정치참여를 제도화하기 위한 종합적인 정책방안을 연구하고 제시하는 활동까지 병행한다.
미래연합은 운영을 전담하는 사무국과 6개의 부설 연구소(중국정책 연구소, 교육정책 연구소, 과학기술 연구소, 산업정책 연구소, 노동정책 연구소, 무역분쟁 연구소)로 구성되어 있다.

## 활동
한국사회에서 정치와 경제가 갖는 문제들을 해결하기 위한 고민에서 시작되었으며 2019년 11월 15일 최초의 발기인대회가 개최되었다.

## 조직
- 초대대표 김홍태(전 바른미래당 서울시당 부대변인)
- 초대 사무총장 봉한나(경영컨설턴트)
- 부설기관 인원 최태원(중국정책 연구소장), 정명진(교육정책 연구소장), 강우람(과학기술정책 연구소장), 이문형(노동정책 연구소장), 봉한나(산업정책 연구소장), 김홍태(무역분쟁 연구소장)